# Леонард (Міссурі)
Леонард (англ. Leonard) — селище (англ. village) в США, в окрузі Шелбі штату Міссурі. Населення — 57 осіб (2020).

## Географія
Леонард розташований за координатами 39°53′40″ пн. ш. 92°10′55″ зх. д. / 39.89444° пн. ш. 92.18194° зх. д. (39.894409, -92.181961).  За даними Бюро перепису населення США в 2010 році селище мало площу 0,83 км², уся площа — суходіл.

## Демографія
Згідно з переписом 2010 року, у селищі мешкала 61 особа в 28 домогосподарствах у складі 18 родин. Густота населення становила 73 особи/км².  Було 36 помешкань (43/км²).
Расовий склад населення:
| - 100,0 % — білих |

До двох чи більше рас належало 0,0 %. Частка іспаномовних становила 0,0 % від усіх жителів.
За віковим діапазоном населення розподілялося таким чином: 24,6 % — особи молодші 18 років, 47,5 % — особи у віці 18—64 років, 27,9 % — особи у віці 65 років та старші. Медіана віку мешканця становила 41,8 року. На 100 осіб жіночої статі у селищі припадало 84,8 чоловіків;  на 100 жінок у віці від 18 років та старших — 76,9 чоловіків також старших 18 років.
Середній дохід на одне домашнє господарство  становив 54 658 доларів США (медіана — 43 333), а середній дохід на одну сім'ю — 71 400 доларів (медіана — 56 250). За межею бідності перебувало 35,6 % осіб, у тому числі 66,7 % дітей у віці до 18 років та 5,0 % осіб у віці 65 років та старших.
Цивільне працевлаштоване населення становило 19 осіб. Основні галузі зайнятості: освіта, охорона здоров'я та соціальна допомога — 26,3 %, будівництво — 15,8 %, науковці, спеціалісти, менеджери — 10,5 %, виробництво — 10,5 %.